# Dél-Korea világörökségi helyszínei
Dél-Korea 1988-ban csatlakozott az UNESCO Világörökség-programjához. Az országnak 2023 szeptemberében tizennégy kulturális és két természeti világörökségi helyszíne volt, 12 további helyszín a javaslati listán szerepel.

## Világörökségi helyszínek
| | 1. Cshangdokkung palotaegyüttes |
| Felvétel: 1997 |                                 |
| Kulturális (II)(III)(IV) |                                 |
| Hivatkozás: 816 |                                 |
| Cshangdokkung, a "virágzó erény palotájának" épületegyüttese egyike a Csoszon-dinasztia öt szöuli királyi palotájának. A 15. század elején Thedzsong király rendelte el építését, elhelyezkedése miatt Keleti Palotának is nevezik. Az épületegyüttes két fő része az U alakú „titkos” királyi kert közepén egy tóval, valamint a palotaegyüttes. Három kapuja három udvarba (hivatalok udvara, királyi rezidencia udvara, és az audiencia udvara) vezet. Számos igazgatási, fogadó- és lakóépület is található a területen, ezek az évszázadok során többször is leégtek, de mindig újjáépítették. A kerteket lépcsőzetes teraszokkal tagolták és pavilonokkal díszítették. Fákat ültettek (száz őshonos és tizenöt külföldi fafajta több tízezer példányát) és mesterséges tavakat alakítottak ki. A palota 1611 és 1872 között a kormány székhelye volt. A Közmeghallgatás csarnokának épületkomplexuma 1804-ben kapta jelenlegi formáját. A más néven a „Jóindulatú Kormány Csarnokának” nevezett épület nyolc év alatt készült el, a pavilon mellett belső udvar és kert is tartozik hozzá. Feltűnő jellegzetessége a királyi paloták számára fenntartott kék cseréptető. |                                 |

| | 2. Kocshang (2a), Hvaszun (2b) és Kanghva (2c) dolmenjei (Észak-Csolla (2a) Dél-Csolla (2b) Incshon (2c)) |
| 2000 | |
| Kulturális (III) | |
| Védett terület: 51,65 ha, puffer zóna: 314,55 ha, hivatkozás: 977 | |
| A Koreai-félsziget területén található a megalitikus kultúrák legtöbb fennmaradt emléke a világon. Összesen dolmenek tízezrei állnak itt, Kocshang, Hvaszun, Kanghva világörökségi helyszínéhez is több száz tartozik. Az ősök tiszteletéhez kapcsolódva a bronzkorban terjedtek el a félszigeten. A dolmenek 2-4-6 függőleges kőlapból állnak, amelyeken egy esetenként háromszáz tonnás súlyt is elérő vízszintes kőlap fekszik. A kanghvai dolmenket dombokon lévő sírok fölé emelték. A kőasztalhoz hasonlító sírépítményeket feltehetően a helyi elit számára készítették. Elképzelhető, hogy ezeket az egyszerű szerkezetű sírkamrákat eredetileg föld borította, vagy olyan felületként is funkcionálhatott, ahol a halottak teste elbomlott a csontok eltemetése előtt. Az építmények legalább két méter magasak. A megalitikus építmények egy másik csoportja az úgynevezett „házak” amelyeket szintén sírok fölé emeltek és négy függőleges oldaluk van. | |

| | 3. Kjongdzsu Történelmi Körzet |
| Felvétel: 2000 |                                |
| Kulturális (II)(III) |                                |
| Hivatkozás: 976, védett terület: 2 880 ha, pufferzóna: 350 ha |                                |
| Kjongdzsu a központosított koreai állam fővárosa volt a 7. és a 10. század között, ma egy nemzeti park központja. A történelmi körzetben buddhista műemlékek találhatók, szobrok, domborművek illetve paloták és templomok maradványai. A sakktáblaszerű úthálózat és az épületromok a főváros fejlődését mutatják be miután a 7. században kisebb regionális királyságok egyesültek. A maga korában Ázsia legnagyobb városai közé tartozott. A terület jellegzetes tájelemei a a nagyméretű zöld sírhalmok, amelyekbe az uralkodókat temették már az 1. század óta. A régészeti ásatások során arany- üveg- és kerámialeleteket is feltártak. A helyszín legfontosabb részei a Tumuli park királysírokkal, a Volszong-övezet egy palota maradványaival, a Cshomszongde csillagvizsgáló, a Punhvangsza-templom megmaradt alsó szintjei, a Hvangnjongsza-templom (a Silla-korszak legfontosabb temploma, 7. század), a Namszan-hegy Buddha domborművei és előkelők sírjai, valamint a Pjolgung rezidencia. |                                |

| | 4. Hein templom, a Csangjong Phandzson és a Tripitaka Koreana táblák |
| 1995 |                                                                      |
| Kulturális (IV)(VI) |                                                                      |
| Hivatkozás: 737 |                                                                      |
| A Kaja-hegyen fekvő Hein templomban őrzik a Tripitaka Koreanát, ami a buddhista szövegek legátfogóbb gyűjteménye. Összesen 81 258 fa nyomódúcot tárolnak itt, amelyeknek mindkét oldalára szövegeket véstek. Az oldalakon huszonkét sor, soronként tizennégy kínai jel látható (a koreaiaknak ekkor még nem volt saját ábécéjük). Az 1237 és 1248 között kifaragott szöveggyűjteménnyel a Buddha jóindulatát próbálták elnyerni a mongolok ellen vívott harcaikban. A faragásokat kétszáz szerzetes tizenkét év alatt készítette el. A fatáblákat faragás előtt előkezelték (édes- és sós vízben áztatták, elásták, majd szellőztették) és ez olyan jól sikerült, hogy még mindig használhatók nyomtatásra. Tárolási helyük a Hein-szentély Korea harmadik legnagyobb kolostoregyüttese, amelynek ötven épülete a 15. és a 18. század között létesült. A táblákat a Csangjong Phandzson nevű különleges klímájú 1448-ban emelt épületben tárolják, ami szerencsés módon elkerülte az áradásokat és a tűzvészeket is. |                                                                      |

| | 5. Hahö és Jangdong történelmi falvak |
| Felvétel: 2010 |                                       |
| Kulturális (III)(IV) |                                       |
| Hivatkozás: 1324, védett terület: 599,6 ha, pufferzóna: 885,2 ha |                                       |
| Az ország délkeleti részén elterülő falvakat a 14-15. század fordulója körül alapították. Épületeik elrendezésekor a neokonfuciánus eszméket követték és arra törekedtek, hogy lakóik fizikailag és szellemileg is jól érezzék magukat. A települések a Csoszon idők legreprezentatívabb klánfalvainak számítanak. A hegyek közelében lévő, folyóra és szántóföldekre néző falvakban elkülönülnek a vezetők gazdagon felszerelt domboldali házai a köznép alacsonyabban fekvő egyszerűbb faházaitól és alacsony nádfedeles vályogházaitól. Jangdonban több mint ötven kétszáz évnél idősebb ház maradt meg, a két falu több jó állapotban megőrződött műalkotást is őriz. A települések harmonikusan illeszkednek a környezetbe, a környék 17. és 18. századi költőket is megihletett. A falvakat nem alakították át skanzenné, jelenleg is lakottak. |                                       |

| | 6. Hvaszong erőd |
| 1997 |                  |
| Kulturális (II)(III) |                  |
| Hivatkozás: 817 |                  |
| A Szöultól 50 kilométerre fekvő erődöt a Csoszon-dinasztia 22. királya Csongdzso építtette a 18. század végén. Az uralkodó apja sírját Szuvonba telepítette át és az új sírhelyhez kapcsolódva létesítették az erődöt. A három év alatt elkészült erőd a koreai hadi építészet egyik remekműve, a hadmérnökség akkori legkorszerűbb színvonalát képviselte keleti és nyugati minták ötvözésével. Az építkezést 1796-ban fejezték be. A védelmi célokra szolgáló erődöt több mint öt kilométer hosszan 4-6- méter magas fallal erősítették meg, amelyet négy kapuval tagoltak. A legnagyobb kapuhoz négy zsilipkapu is tartozott. A fal négy saroktornyához öt figyelő és ágyútornyot alakítottak ki. A védelmet összesen negyvennyolc épület erősítette, köztük kilövőállások, bástyák és bunkerek. Az erőd egy része a japán hódítás és a koreai háború alatt megsemmisült, de fennmaradtak eredeti tervrajzai amik lehetővé tették rekonstrukcióját. A helyreállítási munkák jelenleg is tartanak. |                  |

| | 7. Csedzsu vulkanikus sziget és lávacsövek |
| 2007, kisebb módosítás: 2018 |                                            |
| Természeti (VII)(VIII) |                                            |
| Védett terület: 9 521,8 ha, puffer zóna: 9 324,2 ha, hivatkozás: 1264 |                                            |
| A Csedzsu-sziget egy kontinentális lemezen lévő pajzsvulkán. A 188 négyzetkilométeres világörökségi helyszínhez a Geonunorem láva alagútrendszer a Szeongszan Ilcshulpong tufakúpja és a Halla-vulkán tartozik. Az 1950 méter magas Halla-hegy az ország legmagasabb csúcsa, a környező terület magassága 800 és 1300 méter között váltakozik. A hegy kőalakzatairól, vízeséseiről és mára már tóvá alakult kráteréről nevezetes. Az öt lávacső úgy jött létre, hogy a legfelsőbb része megszilárdult, míg alatta a folyékony része továbbfolyt. Miután a kőzet kihűlt hosszúkás csatorna maradt utána. A 182 méter magas tufakúp a sekély tengerfenéken történt kitörés eredményeként jött létre. A sziget jellegzetessége a nagy mennyiségben megtalálható szivacsos, vulkanikus eredetű kőzet. A helyszínen tanulmányozni lehet a vulkánok működését és a lávabarlangok kialakulásának folyamatát is. |                                            |

| | 8. Csongmjo-szentély |
| 1995 |                      |
| Kulturális (IV) |                      |
| Védett terület: 19,4 ha, hivatkozás: 738 |                      |
| A Szöulban található Csongmjo-szentély, a „királyi ősök szentélye” a legrégebbi és legjobb állapotban megmaradt konfucionista királyi szentély. A 14. században építették, mai formáját 1600 körül nyerte el amikor helyreállították egy 1592-es japán invázió után. Három épületcsoportból áll, amelyek egy-egy fontos szentély körül épültek. A legfontosabb épületben – a Csongmijo-szentély fő csarnokában, egy oszlopcsarnokban – őrzik a dinasztia 19 királyának emléktábláját. Az épületeket körülvevő teret mesterséges tájelemekkel egészítették ki. A konfuciánus rítusban fontos az ősök tisztelete, ezért a szentélyt a mai napig használják. Évente egyszer ünnepséget tartanak a az ősök tiszteletére, ezen kívül a 14. századig visszanyúló, a 15. század óta gyakorlatilag változatlan formában előadott zenével, tánccal énekekkel kísért szertartásokat is tartanak. |                      |

| | 9. A Csoszon-dinasztia királysírjai |
| 2009, kisebb módosítás: 2013 |                                     |
| Kulturális (III)(IV)(VI) |                                     |
| Védett terület: 1 891,2 ha, puffer zóna: 4 660,1 ha, hivatkozás: 1319 |                                     |
| A helyszínen a negyvenkét királysír közül negyven tartozik, amelyek összesen tizennyolc helyen találhatók. A műemlékegyüttesek a koreai építészet jelentős állomásai. A sírok 1408 és 1966 között épültek a fengsuj koreai változata a phungszu elvei alapján. A halottakat arccal dél felé a hegynek háttal temették el. A temetkezésekhez mindig szép tájakat választottak, úgy vélték a dombok és a hegyek védelmezik az elhunytat. A síremlékek kialakításakor nagy szerepet kapott az ősök tisztelete, szertartási terület, faoltár, kapuzat és kiszolgáló épületek tartoztak hozzájuk, közelükben embereket, állatokat ábrázoló kőszobrokat állítottak fel. A 14. és a 20. század között uralkodó dinasztia sírhelyei az ősök előírásos, rituálészerű imádásának a színhelyei is. |                                     |

| | 10. Szokkuram-barlang és a Pulguk templom |
| 1995 |                                           |
| Kulturális (I)(IV) |                                           |
| Hivatkozás: 736 |                                           |
| A Szokkuram-barlang egy mesterséges barlang, amelyet egy magas rangú hivatalnok a 8. században szentelt ősei tiszteletére. Egy előtermet, egy folyosót és egy fő rotundát foglal magába, falait gránitból vájták ki. Itt található a világ egyik legjelentősebb Buddha-szobra, egy lótuszvirágot formázó, trónon ülő fehér gránitból faragott 3,45 méter magas alkotás. A monumentális szobor a megvilágosodás közben ábrázolja a Japán-tenger felé forduló Buddhát. A barlangot finoman megmunkált sík- és térdomborművekkel díszítették. A Pulguk templomban láthatók a Buddha „mennyei királyságához” vezető, kockatömbökből összeállított kőlépcsők, egy aranyozott bronzból készült Buddha-szobor és hozzá tartozik a Szakjamuni- és Kincs-pagoda is. Az előbbi egyszerű kivitelezésű, a másikat gazdagon díszítették. A templom és barlang kivételes vallási épületegyüttest alkot, a koreai Silla Királyság művészetének mesterművei. |                                           |

| | 11. Namhanszanszong |
| Felvétel: 2014 |                     |
| Kulturális (II)(IV) |                     |
| Hivatkozás: 1439, védett terület: 409,06 ha, pufferzóna: 853,71 ha |                     |
| A Szöultól 25 kilométerre délkeletre, hegyvidéki környezetben elterülő Namhanszanszongot egy tartalék fővárosnak építették ki a Csoszon-dinasztia idején, főleg a 17. században. A fontos adminisztratív és katonai központot, buddhista szerzetes-katonák építették és védték. Legkorábbi maradványai a 7. századra datálhatók, ezután többször is átépítették, leginkább a 17. század elején egy kínai támadás elleni védekezésül. Befogadóképessége négyezer fő körül lehetett. A koreai hadi építészet egyik jelentős alkotása, felismerhetőek rajta kínai és japán hatások és a nyugatról elterjedt lőfegyverek miatti változtatások is. Megerősített falai között többféle katonai célra szolgáló épületet emeltek, ezen kívül lakossági és vallási épületeket is. A folyamatosan lakott település hosszú ideig az ország fővárosa volt vészhelyzet esetén, majd az uralkodói hatalom egyik szimbólumává vált. |                     |

| | 12. Pekcsei történelmi régió |
| Felvétel: 2015 |                              |
| Kulturális (II)(III) |                              |
| Hivatkozás: 1477, védett terület: 135,1 ha, pufferzóna: 303,64 ha |                              |
| Az i. e. 18-tól i. sz. 660-ig fennálló Pekcse királyság egyike volt az úgynevezett koreai három királyságnak, világörökségi helyszínnek nyilvánított műemlékei az ország középnyugati részén, hegyes, erdős környezetben találhatók. A történelmi régió nyolc, i. sz. 475 és 660 közé datálható régészeti lelőhelyből áll. Az építményeken, a várostervezésen, a felhasznált anyagokon és építési technikákon erőteljes kínai hatás ismerhető fel, amit az itt élők a saját elképzeléseik szerint finomítottak és tovább terjesztettek Japán és Kelet-Ázsia irányában. A lelőhelyek többek között erődökből, királysírokból, templomokból, pagodákból, városfalakból állnak, templomaik elősegítették a Buddhizmus terjedését kelet felé. Az évszázadok során az építmények jelentős részét kisebb-nagyobb mértékben hagyományos anyagokkal és technológiával kijavították és restaurálták, de a templomok és sírok megőrizték eredeti formájukat. |                              |

| | 13.. Szansza, hegyvidéki buddhista kolostorok (13a: Szonamsza (Szuncshon, Dél-Csolla), 13b: Tehungsza (Henam, Dél-Csolla), 13c: Popcsusza (Poun, Észak-Cshungcshong), 13d: Magoksza (Kongdzsu, Dél-Cshungcshong), 13e: Thongdosza (Jangszan, Dél-Kjongszang), 13f: Pongdzsongsza (Jongdzsu, Észak-Kjongszang), 13g: Puszoksza (Andong, Észak-Kjongszang) ) |
| Felvétel: 2018 | |
| Kulturális (III) | |
| Hivatkozás: 1562, védett terület: 55,43 ha, pufferzóna: 1 323,11 ha | |
| A szanszák hegyvidéki buddhista kolostorok amelyek elszórtan fekszenek a Koreai-félsziget déli tartományaiban. A világörökségi helyszínhez tartozó hét kolostort a 7. és a 9. század között alapították, és felismerhetőek rajtuk tipikus koreai jellegzetességek; egy nyitott udvarból és az azt körülvevő négy épületből (Buddha csarnok, pavilon, oktatóterem és hálóterem) állnak. Az önellátó kolostorok oktatási és spirituális központok voltak. Az épületekben aszentélyek mellett nagyszámú figyelemre méltó műtárgy és dokumentum is megtalálható. Ezek a hegyi kolostorok túlélték a háborúkat, a Csoszon-dinasztia kori üldöztetéseket, a mai napig szent helynek számítanak a napi vallásosság és szertartások élő központjai. | |

| | 14. Szovon, konfucianista iskolák (14a: Szoszu szovon (소수서원), Jongdzsu, É-Kjongszang, 14b: Namgje szovon (남계서원), Hamjang, D-Kjongszang, 14c: Okszan szovon (옥산서원), Kjongdzsu, É-Kjongszang, 14d: Toszan szovon (도산서원), Andong, É-Kjongszang, 14e: Phiram szovon (필암서원), Csanszong, Dél-Csolla, 14f: Todong szovon (도동서원), Tegu, 14g: Pjongszan szovon (병산서원), Andong, 14h: Tonam szovon (돈암서원), Nonszan, Dél-Cshungcshong, 14i: Muszong szovon (무성서원), Csongup, Észak-Csolla) |
| Felvétel: 2019 | |
| Kulturális (III) | |
| Hivatkozás: 1498, védett terület: 102,49 ha, pufferzóna: 796,47 ha | |
| A világörökségi helyszínhez kilenc szovon tartozik Dél-Korea középső és déli részéről. A szovonok neokonfuciánus akadémiák. A helyszínhez tartozók a 15. és a 19. század között épültek, így az ekkor uralkodó Csoszon-dinasztia korára jellemző kialakításúak. A szovonok elsődleges funkciója a tanulás, a természettel való harmonikus együttélés és a tudósok tisztelete volt, és ezek a törekvések az épületegyüttesek kialakításában is tükröződnek. A szovonokat hegyek és vizek közelében építették fel, értékelték a természeti környezethez való közelséget, ahol lehetőségük volt arra, hogy a test és lélek egyaránt fejlődjön, harmóniába kerüljön. A pavilonos jellegű építkezési forma lehetővé tette a közvetlen kapcsolatot a környezettel. A szovonok azt a történelmi folyamatot tükrözik amikor a koreaiak saját körülményeikhez igazítva vették át Kínából a neokonfucianizmus eszméit. | |

| | 15. Árapályövi síkságok a délnyugati partok mentén (15 a: Szocshon, 15b: Kocshang, 15c: Sinan, 15d: Poszong–Szuncshon) |
| Felvétel: 2021 | |
| Természeti (vii)(viii)(ix) | |
| Hivatkozás: 1591, védett terület: 128 411 ha, pufferzóna: 74 592 ha | |
| A Sárga-tenger keleti részénél, Dél-Korea délnyugati és déli partvidéke menti árapályövi síkságok, koreai nyelven ketpolok közül négy tartozik a helyszínhez, Szocshon, Kocshang, Sinan és Poszong. Összesen körülbelül 130 000 hektáron terülnek el, mindegyikük az árapálysíkságok egy-egy típusát mutatja be: tölcsértorkolati, nyitott beöblösödő, szigettenger típusú és félig körülzárt árapálysíkság. Az árapálysíkságokat komplex geológiai, óceáni és klimatikus folyamatok együttesen hozták létre. Magas biodiverzitású területek, összesen 2150 növény és állatfajjal, melyek közül 22 faj globálisan veszélyeztetett. 47 endemikus fajt dokumentáltak a területen, valamint öt veszélyeztetett tengeri gerinctelen állatfajt is. Az árapálysíkságok alapvető fontosságúak 118 költöző madárfajnak, ezen kívül nagy számban fordulnak elő rákfélék, csigák, kagylók is. Endemikus állatai közé tartozik az iszappolip (Octopus minor), a japán iszaprák (Macrophthalmus japonica), egy hegedűs rákfaj (Uca lactea), különböző sörtés férgek, a stimpson szellemrák (Ocypode stimpsoni) és a sárga-tengeri homokcsiga (Umbonium thomasi). | |

| | 16. Kaja kori halomsírok (16a: Teszong-tong (Daeseong-dong), 16b: Mariszan (Marisan), 16c: Okcson (Okjeon), 16d: Csiszan-tong (Jisan-dong), 16e: Szonghak-tong (Songhak-dong), 16f: Jugok-ri (Yugok-ri) és Durak-ri, Kjo-tong (Gyo-dong) és Szonghjon-tong (Songhyeon-dong) |
| Felvétel: 2023 | |
| Kulturális (III) | |
| Hivatkozás: 1666, védett terület: 189 ha | |
| A Koreai-félsziget déli részén az i. sz. 1. és 6. század között kialakult Kaja (Gaya) konföderációnak tulajdonított temetkezési helyek, sírhalmokkal. A temetők földrajzi eloszlásuk és tájképi jellemzőik, a temetkezési típusok és a sírmellékletek révén az állam politikai rendszerének jellegzetességeiről tanúskodnak. A konföderációban a települések autonóm, politikailag egyenrangú felekként léteztek, miközben kulturális közösségeik voltak. A sírhelyek új sírformáinak bevezetése és a sírkamrákban a térbeli hierarchia erősödése a Kaja (Gaya) társadalom által a történelme során megélt strukturális változásokat tükrözi. | |

## Javasolt helyszínek
| #   | Név                                                                           | Kép | Hely | Kritériumok          | Terület   | Év   | Hiv. |
| --- | ----------------------------------------------------------------------------- | --- | --- | -------------------- | --------- | ---- | ---- |
| 1.  | Kangdzsini fazekasműhelyek                                                    |     | Kangdzsin, Dél-Csolla | (ii)(iii)(iv)(v)(vi) |           | 1994 |      |
| 2.  | Szorakszan Nemzeti Park                                                       |     | Kangvon | (vii)(x)             | 163,6 km² | 1994 |      |
| 3.  | Dinoszaurusz-lelőhelyek a déli partvidéken                                    |     | Dél-Csolla (3a-d) Dél-Kjongszang (3e) | (viii)(ix)(x)        |           | 2002 |      |
| 4.  | Sótelepek                                                                     |     | Dél-Csolla | (iii)(v)             |           | 2010 |      |
| 5.  | Tegokcshon patak sziklarajzai                                                 |     | Ulszan | (iii)                |           | 2010 |      |
| 6.  | Közép-Korea hegyi erődítményei                                                |     | Észak-Cshungcshong (7a: Szamnjonszanszong (삼년산성) 7b: Szangdangszanszong (상당산성) 7c: Mirukszanszong (미륵산성) 7d: Cshungdzsuszanszong (충주산성) 7e: Csangmiszanszong (장미산성) 7f: Tokcsuszanszong (덕주산성) 7g: Ondalszanszong (온달산성)) | (iii)(iv)(v)         |           | 2010 |      |
| 7.  | Upho vizenyős területei                                                       |     | Dél-Kjongszang | (vii)(x)             |           | 2011 |      |
| 8.  | Naganupszong erőd és falu                                                     |     | Szuncshon, Dél-Csolla | (iii)(iv)(v)(vi)     |           | 2011 |      |
| 9.  | Öam falu                                                                      |     | Aszan, Dél-Cshungcshong | (iii)(iv)(v)(vi)     |           | 2011 |      |
| 10. | Szöul falai                                                                   |     | Szöul | (ii)(iii)(iv)(vi)    |           | 2012 |      |
| 11. | Kő buddhaszobrok és pagodák a hvaszun (hwasun)i Undzsusza (Unjusa) templomban |     | Hvaszun (Hwasun), Dél-Csolla (Jeolla) | (i)(iii)(iv)         |           | 2017 |      |
| 12. | Archeológiai leletek a Höamsza (Hoeamsa) templomnál                           |     | Jangdzsu (Yangju), Kjonggi (Gyeonggi) | (iii)                |           | 2022 |      |